# Битва за Аргос
Битва за Аргос — спроба епірського царя Пірра заволодіти Аргосом під час його походу на Пелопоннес у 272 р. до н. е. Остання битва відомого грецького полководця.
У 272 р. до н. е. Пірр, якому за два роки до того вдалось відібрати у Антигона II Гоната Македонію, вирішив поставити під свій контроль Пелопоннес. Первісно він спробував привести до влади в Лакедемоні Клеоніма, проте зазнав невдачі у битві за Спарту. Після цього епірський воїтель  вирішив втрутитись у ситуацію в іншому важливому місті півострова — Аргосі, де йшла боротьба за владу між Арістіппом, котрий тримався сторони Антигона Гоната, та Аристеєм, який закликав собі на допомогу Пірра. 
Завдавши при переході через гірські тіснини поразки спартанським переслідувачам, Пірр прибув до Арголіди. Тут він дізнався, що Антигон Гонат, який скориставшись походом епірця на південь повернув собі Македонію, вже прибув на Пелопоннес і отаборився неподалік від Аргосу на висотах. За цим обережний Антигон відхилив виклик Пірра стати до битви, зате пообіцяв аргосцям не втручатись у їх справи та надав свого сина як заручника. Епірський же цар, хоча пообіцяв містянам те саме, жодних гарантій не надав.
Вночі Пір почав вводити свої загони через відчинену Аристеєм браму, зокрема, до міста увійшли галати. Первісно цього руху ніхто не помітив, проте виникла затримка із проходом слонів — встановлені на них башти були вищі за отвір брами. Ці пристрої знімали та наново кріпили на слонах, що створило сильний шум та наполохало містян. Пересування загонів епірського царя стримували канали, котрі перетинали місто, воїни губились у вузьких вуличках, у темноті командири не могли керувати своїми солдатами.
Дізнавшись про напад, аргосці кинулись до цитаделі, а також послали по допомогу до Антигона, котрий спрямував до міста своїх полководців та сина. Тоді ж прибув і спартанський цар Арей I, котрий привів з собою легкоозброєних та тисячу критян. Ці сили напали на галатів і викликали серед них занепокоєння, втім, поки відбувались лише попередні сутички — обидві сторони вичікували світанку. 
Хоча Пірру вдалось досягти центральної площі, проте він бачив, що його очікування не виправдались — цитадель осаджували вороги. Він вирішив відступити та послав гінця до свого сина Гелона, котрий з великими силами залишався за межами міста. Пам'ятаючи про тісноту брами, Пірр наказав сину ламати мур та захищати військо, що відступало. Проте вісник від схвильованості переказав доручення так незрозуміло, що Гелон узяв ще слонів та відбірних воїнів і вирушив до Аргосу на поміч батьку. Нові загони забили вулицю та завадили Пірру вийти з міста. У страшній тисняві багато воїнів гинуло від рук своїх же товаришів, котрі не могли нікуди відхилити зброю.
На додаток, найбільший зі слонів упав поперек воріт, люто трубив та заважав проходити повз нього. В іншого слона, котрий увійшов до міста раніше, звалився поранений вожатий — тварина кинулась шукати його, розкидаючи своїх і ворогів. Нарешті слон знайшов мертве тіло вожатого, підняв його на бивні хоботом та оскаженіло кинувся вбивати всіх, хто траплявся йому на шляху.
У якийсь момент Пірр зняв зі свого шолома царський вінець, а сам рушив коня на ворога. Зазнавши важкого поранення (дротик пробив панцир), епірський воїтель повернув на того, хто завдав удару. Матір аргосця, яка спостерігала за битвою з даху, як і інші жінки, побачила смертельну небезпеку для свого сина — і метнула в Пірра черепицю, поціливши просто в голову. Епірський цар упав з коня та знепритомнів.
Один з воїнів Антигона на ім'я Зопір все-таки впізнав Пірра, відтягнув убік та відрізав голову. За цим син Антингон Алкіоней прискакав перевірити чутки про смерть великого воїтеля, узяв його голову та спішно поскакав до свого батька. Антигон, впізнавши Пірра, прогнав Алкіонея палицею, називаючи його варваром та нечестивцем (в подальшому Алкіоней привів до батька живого Гелена, чим пом'якшив його гнів).
Голову та тіло Пірра прикрасили й піддали урочистій кремації, тоді як Гелена Антигон відпустив до Епіру. Так само достойно обійшовся Антигнон і з військом та друзями епірського царя.